# Martin Fuksa
Martin Fuksa (Nymburk, 30 de abril de 1993) es un deportista checo que compite en piragüismo en la modalidad de aguas tranquilas. Es hijo del piragüista Petr Fuksa.
Participó en tres Juegos Olímpicos de Verano, obteniendo una medalla de oro en París 2024, en la prueba de C1 1000 m, el quinto lugar en Río de Janeiro 2016 y el quinto en Tokio 2020, también en el C1 1000 m.
Ganó catorce medallas en el Campeonato Mundial de Piragüismo entre los años 2014 y 2024, y diecinueve medallas en el Campeonato Europeo de Piragüismo entre los años 2012 y 2025.
En los Juegos Europeos consiguió tres medallas, dos en Bakú 2015, plata en C1 1000 m y bronce en C1 200 m, y oro en Cracovia 2023 (C1 500 m).

## Palmarés internacional
| Juegos Olímpicos   | Juegos Olímpicos            | Juegos Olímpicos  | Juegos Olímpicos |
| Año                | Lugar                       | Medalla           | Competición      |
| ------------------ | --------------------------- | ----------------- | ---------------- |
| 2024               | París (Francia)             | Medalla de oro    | C1 1000 m        |
| Campeonato Mundial |                             |                   |                  |
| Año                | Lugar                       | Medalla           | Competición      |
| 2014               | Moscú (Rusia)               | Medalla de plata  | C1 1000 m        |
| 2014               | Moscú (Rusia)               | Medalla de bronce | C1 500 m         |
| 2015               | Milán (Italia)              | Medalla de oro    | C1 500 m         |
| 2015               | Milán (Italia)              | Medalla de plata  | C1 1000 m        |
| 2017               | Račice (República Checa)    | Medalla de oro    | C1 500 m         |
| 2017               | Račice (República Checa)    | Medalla de plata  | C1 1000 m        |
| 2018               | Montemor-o-Velho (Portugal) | Medalla de plata  | C1 1000 m        |
| 2018               | Montemor-o-Velho (Portugal) | Medalla de bronce | C1 500 m         |
| 2021               | Copenhague (Dinamarca)      | Medalla de plata  | C1 500 m         |
| 2021               | Copenhague (Dinamarca)      | Medalla de plata  | C1 1000 m        |
| 2022               | Halifax (Canadá)            | Medalla de bronce | C1 500 m         |
| 2022               | Halifax (Canadá)            | Medalla de bronce | C1 1000 m        |
| 2023               | Duisburgo (Alemania)        | Medalla de oro    | C1 1000 m        |
| 2024               | Samarcanda (Uzbekistán)     | Medalla de plata  | C1 500 m         |
| Juegos Europeos    |                             |                   |                  |
| Año                | Lugar                       | Medalla           | Competición      |
| 2015               | Bakú (Azerbaiyán)           | Medalla de plata  | C1 1000 m        |
| 2015               | Bakú (Azerbaiyán)           | Medalla de bronce | C1 200 m         |
| 2023               | Cracovia (Polonia)          | Medalla de oro    | C1 500 m         |
| Campeonato Europeo |                             |                   |                  |
| Año                | Lugar                       | Medalla           | Competición      |
| 2012               | Zagreb (Croacia)            | Medalla de plata  | C1 500 m         |
| 2013               | Montemor-o-Velho (Portugal) | Medalla de oro    | C1 500 m         |
| 2013               | Montemor-o-Velho (Portugal) | Medalla de oro    | C1 1000 m        |
| 2014               | Brandeburgo (Alemania)      | Medalla de oro    | C1 500 m         |
| 2015               | Račice (República Checa)    | Medalla de oro    | C1 500 m         |
| 2016               | Moscú (Rusia)               | Medalla de oro    | C1 500 m         |
| 2016               | Moscú (Rusia)               | Medalla de bronce | C1 1000 m        |
| 2017               | Plovdiv (Bulgaria)          | Medalla de oro    | C1 500 m         |
| 2017               | Plovdiv (Bulgaria)          | Medalla de plata  | C1 1000 m        |
| 2018               | Belgrado (Serbia)           | Medalla de oro    | C1 500 m         |
| 2018               | Belgrado (Serbia)           | Medalla de oro    | C1 1000 m        |
| 2021               | Poznań (Polonia)            | Medalla de oro    | C1 500 m         |
| 2021               | Poznań (Polonia)            | Medalla de oro    | C1 1000 m        |
| 2022               | Múnich (Alemania)           | Medalla de oro    | C1 500 m         |
| 2022               | Múnich (Alemania)           | Medalla de plata  | C1 1000 m        |
| 2024               | Szeged (Hungría)            | Medalla de plata  | C1 1000 m        |
| 2024               | Szeged (Hungría)            | Medalla de bronce | C1 500 m         |
| 2025               | Račice (República Checa)    | Medalla de oro    | C1 500 m         |
| 2025               | Račice (República Checa)    | Medalla de plata  | C1 1000 m        |